# 4 av. J.-C.
Pour les articles homonymes, voir Quatre (homonymie).
Cette page concerne l'année 4 av. J.-C. du calendrier julien.

## Événements

### Événements astronomiques
- 13 mars : éclipse de lune[1], période saros[N 1].

### Événements historiques
- À Jérusalem, de jeunes pharisiens escaladent la façade du temple pour décrocher l'aigle des légions romaines, puis ces zélotes s'attaquent à la garnison romaine de Jérusalem. Hérode Ier le Grand, à l'agonie, ordonne l'exécution des pharisiens qui ont commis le sacrilège contre l'aigle romain. Ils sont brûlés vifs le 12 mars[2].
- À la mort (postérieure à l'éclipse de lune) d'Hérode Ier le Grand, son royaume est divisé en trois tétrarchies entre sa sœur Salomé et ses fils Hérode Archélaos (Judée), Hérode Antipas (Galilée et Pérée) et Hérode Philippe II (Transjordanie)[2].
- Archélaos se rend à Rome pour se faire reconnaître roi de Judée par l'empereur Auguste, mais ce dernier préfère le nommer tétrarque[2]. À son retour de Rome, Archélaos dépose le grand-prêtre Yôazar fils de Boethos et nomme à sa place son frère Eléazar, bientôt remplacé par Jésus, fils de Séé.
- Fin mai[2] : troubles en Judée contre Rome, réprimés par le gouverneur de Syrie Varus. 2000 Juifs sont crucifiés à Jérusalem[3]. Judas, fils du « brigand » Ézéchias qu'Hérode le Grand avait fait exécuter, prend la tête de la révolte armée en Galilée après s'être emparé des armes du palais royal de Sepphoris[4].
- 26 juin : Auguste adopte Tibère[5].

## Naissances
Jésus-Christ

## Décès en 4 av. J.-C.
- Hérode le Grand, roi de Judée.